# Orlando Bloom
Orlando Jonathan Blanchard Bloom (Embaixador(a) da boa vontade da UNICEF) (Cantuária, 13 de janeiro de 1977) é um ator britânico. É principalmente conhecido por seu papel de Legolas nas trilogias de The Lord of the Rings e The Hobbit, Páris em Troy e pelo papel de Will Turner em Pirates of the Caribbean.

## Biografia
Orlando Bloom nasceu na cidade de Cantuária, na Inglaterra, e recebeu o nome como homenagem ao compositor inglês do século XVI, Orlando Gibbons. Tem uma irmã mais velha, Samantha Bloom, que também é atriz.
Orlando cresceu a pensar que o seu pai verdadeiro era o marido da sua mãe, o romancista sul-africano Harry Saul Bloom (1913-1981), que morreu quando ele tinha quatro anos de idade. Porém, nove anos após a morte de Harry, quando Orlando tinha 13 anos, a sua mãe revelou-lhe que o seu pai biológico era Colin Stone, o companheiro da sua mãe e amigo da família. Colin tornou-se guardião legal de Orlando Bloom após a morte de Harry Bloom.
A mãe de Orlando, Sonia Constance Josephine Copeland, nasceu em Calcutá, na Índia, filha de Francis John Copeland, um médico cirurgião, e de Betty Constance Josephine Walker. Ela viveu na Tasmânia, no Japão e na Índia durante a infância.
Orlando é anglicano. Frequentou a escola primária St Peter's Methodist Primary School, seguida da King's School, antes de entrar para a escola secundária St Edmund's School. Orlando descobriu que era disléxico, o que levou a sua mãe a encorajá-lo a frequentar aulas de arte e de teatro. Aos 16 anos, Orlando mudou-se para Londres, onde concluiu um curso profissional de Teatro, Fotografia e Escultura na Fine Arts College. Depois de terminar os estudos, juntou-se ao National Youth Theatre, onde passou duas temporadas, e conseguiu uma bolsa de estudos para estudar teatro na British American Drama Academy.
Bloom começou a representar profissionalmente em 1997 com papéis nas séries britânicas Casualty e Midsomer Murders e no filme Wilde, antes de ingressar na Guildhall School of Music and Drama, onde estudou representação durante três anos.

## Carreira
Dois dias depois de terminar os estudos na Guildhall School of Music and Drama, Orlando foi escolhido para o papel de Legolas na trilogia O Senhor dos Anéis. Durante as filmagens, o ator partiu uma costela depois de cair de um cavalo, mas se recuperou e conseguiu terminar o seu trabalho nos filmes. A trilogia teve um enorme sucesso assim que estreou e catapultou Orlando Bloom para o estrelato. Em 2002, entrou na lista "25 Hottest Stars Under 25" (as 25 estrelas com menos de 25 anos mais atraentes) e, dois anos depois, foi considerado o solteirão mais atraente pela revista People.
Logo após o término das gravações de O Senhor dos Anéis: A Sociedade do Anel, fez uma aparição em Black Hawk Down (2001), dirigido por Ridley Scott, como Todd Blackburn. Seu papel seguinte foi como Joe Byrne em Ned Kelly, fazendo parte de um grupo de homens fora da lei, interpretados por Heath Ledger, Joel Edgerton e Laurence Kinlan.
Em 2003, foi um dos protagonistas do blockbuster Pirates of the Caribbean: The Curse of the Black Pearl como Will Turner. O filme foi o grande sucesso desse verão, o que levou  Disney a encomendar duas sequências: Dead Man's Chest (2006) e At World's End (2007), que foram rodadas ao mesmo tempo. Ao todo, a trilogia rendeu mais de 2 bilhões de dólares e é uma das franquias mais lucrativas de sempre do cinema. O seu papel de William Turner cimentou a sua popularidade, principalmente junto do público adolescente, tornando-se numa das estrelas mais requisitadas da época.

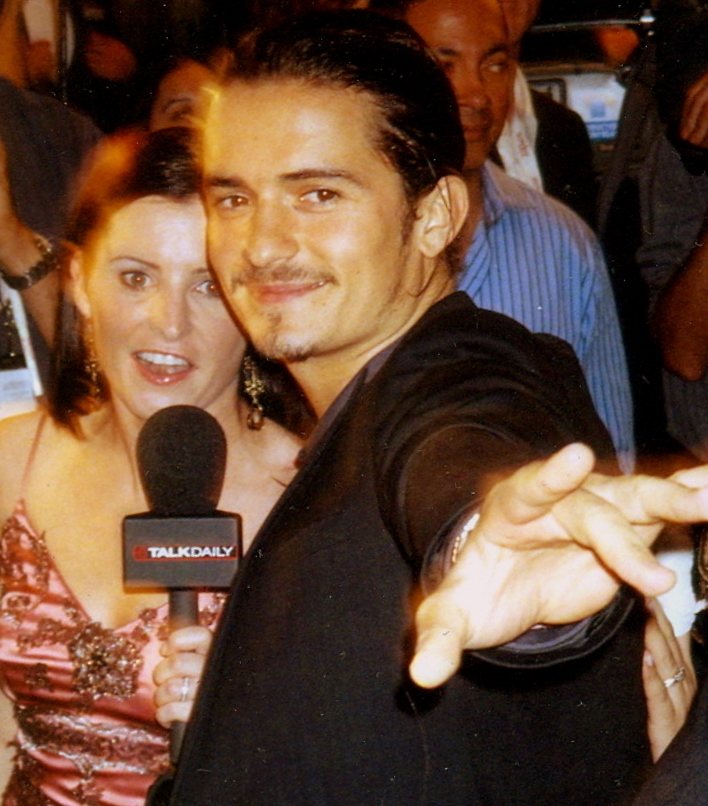
Orlando Bloom na apresentação do filme Elizabethtown no Festival Internacional de Cinema de Toronto em 2005.

Em 2004, interpretou o papel de Páris em Troy, um épico baseado na Ilíada de Homero e dirigido por Wolfgang Petersen, estrelando junto de Brad Pitt e Eric Bana. Também em 2004, estrelou em The Calcium Kid, uma comédia britânica, deixando de lado roupas de época. Co-produziu o filme Haven em 2004, que somente foi exibido no cinema em 2006 (em alguns países).
O grande papel veio em Kingdom of Heaven, como Balian de Ibelin em 2005, onde voltou a trabalhar com Ridley Scott. Apesar de ter sido bastante publicitado e de Orlando Bloom estar no auge da sua carreira na altura da estreia do filme, este recebeu críticas negativas e teve resultados considerados desapontantes nas bilheteiras. No mesmo ano estrelou em Elizabethtown com Kirsten Dunst, um drama-comédia moderno escrito e dirigido por Cameron Crowe. O filme recebeu críticas bastante negativas (atualmente tem uma pontuação de 28% no site Rotten Tomatoes) e rendeu pouco mais do que o seu orçamento nas bilheteiras.
Depois de concluir o seu trabalho no franchise Pirates of the Caribbean em 2007, Orlando Bloom decidiu tirar uma pausa do cinema e seguir aquele que era o seu objetivo inicial quando terminasse os estudos: trabalhar no teatro. No verão desse ano, participou na peça In Celebration de David Storey no Duke's Theatre em Londres.
Em 2009, regressou ao cinema com uma pequena participação no filme New York, I Love You. Nos anos seguintes, protagonizou os filmes Sympathy for Delicious e Main Street, ambos recebidos com críticas negativas e resultados de bilheteira abismais. Em 2011, interpretou o seu primeiro vilão, o Duque de Buckingham em The Three Musketeers. Apesar de ter conseguido um sucesso moderado nas bilheteiras, a crítica foi bastante dura com o filme que tem uma pontuação de apenas 24% no site Rotten Tomatoes.
Em 2012, protagonizou e co-produziu o filme The Good Doctor, um thriller sobre um jovem médico que toma medidas pouco éticas para que uma paciente se mantenha sob o seu cuidado. O filme teve críticas mistas. No ano seguinte, protagonizou Zulu, filme sul-africano. Em 2013 e 2014, regressou ao papel de Legolas em dois dos filmes da trilogia The Hobbit: The Desolation of Smaug e The Battle of the Five Armies.
Em 2013, regressou ao teatro, desta vez na Broadway em Nova Iorque, com a peça Romeo and Juliet. A peça foi lançada em DVD no ano seguinte.
Em 2015, teve um papel secundário na comédia dramática Digging for Fire, onde contracenou com Jake Johnson, Rosemarie DeWitt e Brie Larson. No ano seguinte, regressou às pequenas telas com uma participação num episódio da websérie Easy, transmitida pelo serviço de streaming Netflix.
Em 2017, protagonizou o filme de ação britânico, Unlocked. O filme conta ainda com Noomi Rapace, Toni Collette e Michael Douglas no elenco. Ainda nesse ano, regressou ao papel de Will Turner para o último filme da franquia Pirates of the Caribbean: Dead Men Tell No Tales.

## Vida pessoal
Em 2004, ele se converteu ao Budismo.
Em 2007, Bloom começou a namorar a modelo australiana Miranda Kerr. O casal anunciou que estavam noivos em 21 de Junho de 2010. Kerr anunciou que eles se casaram no dia 22 de Julho em uma "cerimônia intíma". Em 6 de janeiro de 2011 nasce Flynn, 1° filho do casal. Em outubro de 2013, foi anunciado o fim de seu casamento de três anos com Miranda.
Em 2009, foi nomeado embaixador da UNICEF.
Em 2011, Bloom apareceu no clipe dos Beastie Boys, Make Some Noise. Em 2014 ganhou uma estrela na Calçada da Fama em  Hollywood.
Em 2019, ficou noivo da cantora americana Katy Perry. Eles já tinham um relacionamento de idas e vindas de quase três anos e Perry revelou estar grávida no videoclipe de seu single "Never Worn White" em 5 de março de 2020.
A primeira filha do casal, Daisy Dove, nasceu no final de agosto de 2020. Posteriormente, no final de junho de 2025, eles se separaram.

## Filmografia

### Cinema
| Ano  | Filme                                                  | Papel                                   | Título em português e obs.                                                                                |
| ---- | ------------------------------------------------------ | --------------------------------------- | --- |
| 1997 | Wilde                                                  | Rentboy                                 | br/pt: Wilde                                                                                              |
| 2001 | The Lord of the Rings: The Fellowship of the Ring      | Legolas                                 | br: O Senhor dos Anéis: A Sociedade do Anel pt: O Senhor dos Anéis: A Irmandade do Anel                   |
| 2001 | Black Hawk Down                                        | PFC Todd Blackburn                      | br: Falcão Negro em Perigo pt: Cercados                                                                   |
| 2002 | The Lord of the Rings: The Two Towers                  | Legolas                                 | br/pt: O Senhor dos Anéis: As Duas Torres                                                                 |
| 2003 | Ned Kelly                                              | Joseph Byrne                            | br/pt: Ned Kelly                                                                                          |
| 2003 | Pirates of the Caribbean: The Curse of the Black Pearl | Will Turner                             | br: Piratas do Caribe: A Maldição do Pérola Negra pt: Piratas das Caraíbas - A Maldição do Pérola Negra   |
| 2003 | The Lord of the Rings: The Return of the King          | Legolas                                 | br: O Senhor dos Anéis: O Retorno do Rei pt: O Senhor dos Anéis: O Regresso do Rei                        |
| 2004 | The Calcium Kid                                        | Jimmy "The Calcium Kid" Connelly        | br: Menino Cálcio - Um lutador duro na queda                                                              |
| 2004 | Troy                                                   | Paris                                   | Troia |
| 2004 | Shy                                                    | pt: Ligações Ilegais Também co-produziu | |
| 2005 | Kingdom of Heaven                                      | Balian de Ibelin                        | br: Cruzada pt: Reino dos Céus                                                                            |
| 2005 | Elizabethtown                                          | Drew Baylor                             | br: Tudo Acontece em Elizabethtown pt: Elizabethtown                                                      |
| 2006 | Pirates of the Caribbean: Dead Man's Chest             | Will Turner                             | br: Piratas do Caribe: O Baú da Morte pt: Piratas das Caraíbas - O Cofre do Homem Morto                   |
| 2006 | Love and Other Disasters                               | Hollywood Paolo                         | br/pt: Amor e Outros Desastres Cameo                                                                      |
| 2006 | The Armenian Genocide                                  | Auguste Berneau                         | Documentário                                                                                              |
| 2007 | Pirates of the Caribbean: At World's End               | Will Turner                             | br: Piratas do Caribe: No Fim do Mundo pt: Piratas das Caraíbas - Nos Confins do Mundo                    |
| 2007 | Everest: A Climb for Peace                             | Narrator                                | Documentário                                                                                              |
| 2009 | New York, I Love You                                   | David Cooler                            | br: Nova York, Eu Te Amo pt: New York, I Love You Segmento: "Shunji Iwai"                                 |
| 2010 | Sympathy for Delicious                                 | The Stain                               | br: O Enviado pt: Um Toque de Fé                                                                          |
| 2010 | Main Street                                            | Harris Parker                           | br: Bom Demais Pra Ser Verdade                                                                            |
| 2011 | The Good Doctor                                        | Dr. Martin E. Blake                     | br: Paixão Obsessiva pt: Perto de Mim Também foi produtor executivo                                       |
| 2011 | Fight for Your Right Revisited                         | Johnny Ryall                            | Curta-metragem                                                                                            |
| 2011 | The Three Musketeers                                   | George Villiers, 1st Duke of Buckingham | br/pt: Os Três Mosqueteiros                                                                               |
| 2013 | Zulu                                                   | Brian Epkeen                            | br/pt: Zulu                                                                                               |
| 2013 | The Bling Ring                                         | Ele próprio                             | br: Bling Ring: A Gangue de Hollywood pt: Bling Ring: O Gangue de Hollywood Imagens de arquivo            |
| 2013 | The Hobbit: The Desolation of Smaug                    | Legolas                                 | br/pt: O Hobbit: A Desolação de Smaug                                                                     |
| 2014 | The Hobbit: The Battle of the Five Armies              | Legolas                                 | br/pt: O Hobbit: A Batalha dos Cinco Exércitos                                                            |
| 2015 | Digging for Fire                                       | Ben                                     | br: Quem Procura Acha                                                                                     |
| 2017 | Unlocked                                               | Jack Alcott                             | pt: Conspiração Terrorista                                                                                |
| 2017 | Pirates of the Caribbean: Dead Men Tell No Tales       | Will Turner                             | br: Piratas do Caribe: A Vingança de Salazar pt: Piratas das Caraíbas: Homens Mortos Não Contam Histórias |
| 2017 | Romans                                                 | Malky                                   | |
| 2017 | S.M.A.R.T. Chase                                       |                                         | |

### Televisão
| Ano     | Título           | Papel               | Notas                                                                         |
| ------- | ---------------- | ------------------- | ----------------------------------------------------------------------------- |
| 1994–96 | Casualty         | Noel Harrison       | 3 episódios (Care in the Community, Another Day in Paradise, Made in Britain) |
| 2000    | Midsomer Murders | Peter Drinkwater    | 1 episódio (Judgement Day)                                                    |
| 2006    | Extras           | Ele próprio         | 1 episódio (Orlando Bloom)                                                    |
| 2011    | LA Phil Live     | Romeo               | 1 episódio (Dudamel Conducts Tchaikovsky)                                     |
| 2016    | Easy             | Tom                 | 1 episódio (Utopia)                                                           |
| 2019    | Carnival Row     | Rycroft Philostrate |                                                                               |

### Produtor/Produtor Executivo
- Haven (2004)
- The Good Doctor (2011)
- The Greasy Hands Preachers (2014)